# Marcin Urbaniak
Marcin Leszek Urbaniak (ur. 11 maja 1978 w Krakowie) – polski filozof, kognitywista, etyk, działacz społeczny, weganin. Dr hab., pracownik naukowy i profesor nadzwyczajny w Instytucie Filozofii i Socjologii Uniwersytetu Pedagogicznego w Krakowie.

## Życiorys
Absolwent XXIX Liceum Ogólnokształcącego im. Krzysztofa Kieślowskiego w Krakowie. W 2000 roku ukończył studium psychologiczno-socjologiczne i rozpoczął studia na kierunku filozofia w Instytucie Filozofii Uniwersytetu Jagiellońskiego, gdzie uzyskał tytuł magistra. Równolegle skończył studium pedagogiczne, również w Uniwersytecie Jagiellońskim. W 2013 roku otrzymał tytuł doktora nauk humanistycznych na podstawie rozprawy doktorskiej Pojęcie kultury we współczesnej hermeneutyce. W styczniu 2020 roku otrzymał w Instytucie Filozofii i Socjologii Polskiej Akademii Nauk stopień doktora habilitowanego.
Jest również wykładowcą „Psychologii Zwierząt”  w Interdyscyplinarnym Centrum Badań Zachowania się Ludzi i Zwierząt – Interdisciplinary Centre for Research in Animal and Human Behavior.

## Działalność naukowa
W roku 2007 podjął pracę w warszawskiej Wyższej Szkole Zarządzania Polish Open University. Od 2010 roku pracuje jako nauczyciel etyki i filozofii w VIII Liceum Ogólnokształcącym im. Stanisława Wyspiańskiego w Krakowie, od roku kolejnego także w I Liceum Ogólnokształcącym im. Bartłomieja Nowodworskiego w Krakowie. W 2014-2015 zatrudniony jest w warszawskiej Akademii Finansów i Biznesu Vistula, jednocześnie rozpoczynając współpracę w Instytucie Filozofii i Socjologii PAN przy projekcie badawczym „Filozofia o nauce. Dywersyfikacja tradycji”. Od 2017 do chwili obecnej pracuje w Instytucie Filozofii i Socjologii Uniwersytetu Pedagogicznego im. KEN w Krakowie.
Od początku swojej pracy zawodowej zajmuje się  problematyką etyki środowiskowej i klimatycznej, pojęciem dobrostanu i prawami zwierząt, zagadnieniami neuroetyki oraz ewolucyjnymi źródłami moralności, oraz poruszając się w nurcie kognitywno-hermeneutycznym, analizuje warunki i funkcje rozumienia, percepcji, zmysłów, komunikacji czy kulturotwórczej kooperacji w świecie zwierząt. Ostatnie lata poświęcił głównie pracy nad psychologią i epistemologią ewolucyjną, kierując się w stronę etologii poznawczej, aby stworzyć pomost między filogenetycznym i hermeneutycznym ujęciem podmiotowych zdolności poznawczych (zachowań eksploracyjnych, kooperacyjnych czy komunikacyjnych). Uzasadniając naturalistycznie zarówno wyższe zdolności psychiczne, jak i zachowania moralne ludzi, dąży do ufundowania warunków dobrostanu i praw zwierząt pozaludzkich.
W latach 2010–2014 wyjeżdżał na uniwersyteckie staże zagraniczne do Oxfordu w Anglii, Ankary oraz Sakarya w Turcji.

## Wybrane publikacje
- „Koncepcja człowieka faustowskiego”, Assembly, Nowy Sącz 2006[4]
- Rozpoznawanie stanów emocjonalnych jako biologiczne źródło moralności [w:] Rocznik Kognitywistyczny tom 7, Wydawnictwo UJ, Kraków 2014, s. 59-76[5]
- „Hermeneutyka a kierunki myśli współczesnej”, Universitas, Kraków 2014[6]
- Filogenetyczne uzasadnienie zjawiska rozumienia oraz wiedzy proceduralnej i deklaratywnej [w:] Filozofia i Nauka 2016, tom 4, s. 259-274[7]
- Factory Farming Versus Environment and Society. The Ethical Analysis [w:] Problems of Sustainable Development 2016, vol. 2, no.1, s. 143-156[8]
- „Wiedza w perspektywie ewolucyjnej”, Aureus, Kraków 2017 (współautor z Ignacym S. Fiutem)[9]
- Dlaczego zwierzęta coś wiedzą? Zarys socjobiologicznej koncepcji wiedzy [w:] Filozofia i Nauka 2017, tom 5, s. 253-269[10]
- Wiedza w ujęciu determinizmu memetycznego [w:] Filozofia i Nauka 2017, tom 5, s. 237-251[11]
- Etyka i etykieta łowiecka jako narzędzia maskowania przemocy [w:] Edukacja Etyczna 13/2017, s. 3-29[12]
- „Biologiczne wymiary rozumienia. Od ewolucji do hermeneutyki ludzkiego myślenia”, Aureus, Kraków 2017[13]
- Spojrzenie na zdolności hermeneutyczne człowieka z perspektywy zoologicznej [w:] Filozofia i Nauka, Tom 6, 2018, s. 117-131[14]
- Education in Defence of Biodiversity. Will the Ecological and Ethical Footprint Counteract Environmental Changes? [w:] Problems of Sustainable Development, 2019, vol. 14, no 1, s. 73-78[15]

## Działalność społeczna
Poza pracą naukowo-dydaktyczną, jest członkiem w Polskim Towarzystwie Etologicznym oraz Polskim Towarzystwie Etycznym, a także edukatorem w Klubie Gaja. Jest również ekspertem w Komisji ds. reformy łowiectwa, powołanym zarządzeniem Ministra Środowiska i Klimatu z dnia 7 czerwca 2024 - dziennik urzędowy poz. 38 / 2024. Od 2019 działa jako jeden z czterech „Ambasadorów Sprawiedliwego Handlu / Fair Trade” w Uniwersytecie Pedagogicznym im. KEN w Krakowie. Również od 2019 roku jest współprowadzącym (wraz z red. Anną Piekarczyk) programu radiowego „Etyczny punkt widzenia świata” w Radiu Kraków. W styczniu 2020 rozpoczął czteroletnią kadencję jako członek Lokalnej Komisji Etycznej ds. Doświadczeń na Zwierzętach w Krakowie.